# Église Saint-Nicolas de Fontvieille
Pour les articles homonymes, voir église Saint-Nicolas.
L’église Saint-Nicolas (monégasque : ge̍ija de San Niculau) est une église paroissiale monégasque située dans le quartier de Fontvieille. Elle est dédiée à saint Nicolas de Myre.

## Histoire
La construction d'une nouvelle église est intégrée au projet d'extension en mer voulue par le prince Rainier III. À Fontvieille, l’édifice est achevé en 1989 devenant ainsi le plus jeune édifice religieux de la Principauté, avant la construction de la nouvelle Chapelle des Carmes inaugurée en 2002. L’ancien baptistère récupéré dans l'ancienne cathédrale détruite en 1873 prend place à côté du chœur du nouveau lieu de culte.
Les trois cloches sont baptisées et l’église consacrée, lors de la célébration de la dédicace, le dimanche 22 octobre 1989, par l’archevêque de Monaco, Joseph-Marie Sardou, et en présence de la famille princière de Monaco, à savoir le prince Rainier III, le prince héréditaire Albert, Caroline et Stéphanie, ainsi que les trois enfants Andréa, Charlotte et Pierre.
Si, dès l’inauguration du Festival international du cirque de Monte-Carlo, en 1974, une messe dominicale est célébrée sous le chapiteau en présence du Prince Rainier III sous le chapiteau, depuis l’extension du terre-plein de Fontvieille, la messe est proposée à l'église Saint-Nicolas. Depuis 2002, le Festival s'associe à la Semaine de Prière pour l’Unité des Chrétiens en proposant en plus une célébration œcuménique avec tous les artistes sous le chapiteau de Fontvieille, qui se situe sur le territoire de la paroisse. Ce rassemblement annuel est aujourd'hui le plus grand rassemblement annuel de chrétiens sur la Côte d'Azur.

## Architecture
L’église moderne et de style ligure avec sa place et sa fontaine, se situe au centre du quartier, comme au centre d’un village. Son clocher à coupole est agrémenté de tuiles vernissées polychromes. L’intérieur est décoré dans des tons pastel faisant écho aux couleurs du quartier.

## Art

### Fresque absidiale
On remarque, au centre, dans l'abside, une fresque rappelant le décor historico-religieux de la Principauté, une réplique de la façade de la Chapelle de la Miséricorde située sur le Rocher.

### Tableaux
Douze tableaux évoquant la vie du Christ sont insérés dans douze fenêtres des maisons représentées.  Le miracle de la multiplication des pains est rappelé dans un bas-relief encastré dans le fût de l'autel taillé dans la pierre de La Turbie.

### Vitraux
Les vitraux sont l'œuvre de maîtres verriers italiens. Dans la nef, les vitraux évoquent le symbolisme de l’eau, dans la Bible. Sur le côté droit, cinq scènes évoquent l'Ancien Testament, la dernière le martyre de sainte Dévote. Sur le côté gauche, les scènes évoquent les évangiles et l'Apocalypse de saint Jean. Le vitrail du chœur rappelle l’Esprit Saint qui apporte la vie.